# Kruuna/Klaava
Kruuna/Klaava è il tredicesimo album della band heavy metal finlandese Kotiteollisuus, prima nota come Hullu ukko ja kotiteollisuus.

## Tracce
1. Leiki kuollutta – 3:33
2. Kiertotähti – 3:57
3. Emmauksen tiellä – 5:01
4. Kuoleman kurviin – 4:25
5. Huomisen jatkot – 6:08
6. Kruuna vai klaava – 5:35
7. Pakko on vain kuolla – 4:04
8. Puolitiessä – 4:13
9. Laulu kuolleille – 4:47
10. Itsemurhalentäjä – 4:31
11. Piru lukee Raamattua – 7:22

## Formazione
- Jouni Hynynen - voce, chitarra
- Janne Hongisto - basso, voce (sottofondo)
- Jari Sinkkonen - batteria, voce (sottofondo)
- Miitri Aaltonen - chitarra, voce (sottofondo)